# Aulo Gustafsson
Aulo Gustafsson   (Estocolm, 5 de desembre de 1908 - Estocolm, 19 d'agost de 1982) va ser un nedador suec que va competir durant la dècada de 1920.
El 1928 va prendre part en els Jocs Olímpics d'Estiu d'Amsterdam, on fou cinquè en la prova dels 4x200 metres lliures del programa de natació.
En el seu palmarès destaca una medalla de plata al Campionat d'Europa de natació de 1927.